# Felice Bisleri
Felice Bisleri (né le 30 novembre 1851 à Gerolanuova, dans l'actuelle province de Brescia, en Lombardie, alors dans le royaume lombard-vénitien et mort le 17 septembre 1921 San Pellegrino Terme)  est un pharmacien et un patriote italien.
Il est surtout connu comme l'inventeur d'une boisson médicinale appelée le Ferro-China.

## Biographie
Après avoir été blessé lors de la bataille de Bezzecca, Felice Bisleri exerce divers métiers, puis il crée à Milan un laboratoire de chimie spécialisé dans la production de boissons, principalement, à base de quinine et de sels de fer.
Sa principale marque est un amer nommé le Ferro-China Bisleri et il perfectionne l'esanofele, un médicament, aussi, à base de quinine, d'arsenic et de fer, destiné à lutter contre le paludisme. Il est également le fondateur de l'entreprise  Acqua minerale Nocera Umbra.

## Décorations
Médaille d'argent de la valeur militaire (it) pour s'être distingué à la bataille de Bezzecca du 21 juillet 1866.

## Sources
- (it) Cet article est partiellement ou en totalité issu de l’article de Wikipédia en italien intitulé « Felice Bisleri » (voir la liste des auteurs).